# Mortágua
Mortágua (muɾ'tagwɐ) è un comune portoghese di 10 379 abitanti situato nel distretto di Viseu.

## Società

### Evoluzione demografica
| Popolazione di Mortágua (1801 – 2004) | Popolazione di Mortágua (1801 – 2004) | Popolazione di Mortágua (1801 – 2004) | Popolazione di Mortágua (1801 – 2004) | Popolazione di Mortágua (1801 – 2004) | Popolazione di Mortágua (1801 – 2004) | Popolazione di Mortágua (1801 – 2004) | Popolazione di Mortágua (1801 – 2004) | Popolazione di Mortágua (1801 – 2004) |
| ------------------------------------- | ------------------------------------- | ------------------------------------- | ------------------------------------- | ------------------------------------- | ------------------------------------- | ------------------------------------- | ------------------------------------- | ------------------------------------- |
| 1801                                  | 1849                                  | 1900                                  | 1930                                  | 1960                                  | 1981                                  | 1991                                  | 2001                                  | 2004                                  |
| 5864                                  | 7520                                  | 8834                                  | 10268                                 | 13024                                 | 11291                                 | 10662                                 | 10379                                 | 10365                                 |

## Freguesias
- Cercosa
- Espinho
- Marmeleira
- Mortágua, Vale de Remígio, Cortegaça e Almaça
- Pala
- Sobral
- Trezói